# 薬物乱用頭痛
薬物乱用頭痛 (やくぶつらんようずつう、英語: Medication overuse headaches; MOH）とは、片頭痛や緊張型頭痛の患者が、急性期頭痛薬を乱用することによって、頭痛頻度や持続時間が増加して、慢性的に頭痛を呈するようになった状態と定義される。薬物乱用が是正されない限り頭痛は持続する。原因薬物を中止すると、頭痛は改善し、薬物乱用以前の頭痛に戻ると考えられている。薬物の乱用とは、単一成分の鎮痛薬ならば1か月に15日以上の使用、それ以外の鎮痛薬ならば、1か月に10回以上の使用である。
原因となる頭痛薬は、アセトアミノフェンやNSAIDsなどの鎮痛薬、トリプタン (医薬品)、複合鎮痛薬（鎮痛薬とカフェインの合剤など）、エルゴタミン製剤、オピオイド、バルビツール酸などがある。

## 疫学
一般人口における薬物乱用頭痛に有病率は、疑い例を含めると約1～2%と推定されている。3番目に多い頭痛である。男女比は 1 : 3～4 である。高齢者や児童青年では有病率は低下する。地域差が見られ、米国では慢性頭痛患者の23%が日常的に薬物を使うが、一方でノルウェーでは9%である。

## 病態生理
急性期頭痛薬を乱用することで、痛みの症状が増悪するというのは様々な疼痛疾患の中でも稀である。関節リウマチの治療では大量に鎮痛薬を使用するが新規の頭痛が問題になることは稀であり、片頭痛または緊張型頭痛の病態そのものが薬物乱用頭痛を起こす素因と考えられている。中枢性感作が関与するという意見もある。
カフェイン、ブロムワレリル尿素、アリルイソプロピルアセチル尿素などが原因となる場合があり、その依存や離脱症状が薬物乱用頭痛の発症に寄与する。

## 症状
片頭痛や緊張型頭痛の特徴をもつ頭痛がほぼ毎日認められる。殆どの症例では起床時からの頭痛に悩まされている。頭痛の性状、強度、部位は一定しないことが多く、わずかな精神活動あるいは身体活動によって増強されるため日常生活と社会的活動は大きな制限を受ける。起床時に頭痛がなくとも、これから頭痛が起こるであろうという余地不安から急性期頭痛薬を常用していることもある。

## 診断
薬物乱用頭痛はICHD(International Classification of Headache Disorders, 国際頭痛分類)上で診断基準が示されている。。
国際頭痛分類 (ICHD-IIIß) でのMOH診断基準は以下である。
1. 月に15日以上頭痛がある
2. 慢性・急性の頭痛治療薬を、3か月以上過剰摂取している。
3. その頭痛は、治療薬の過剰摂取によって形成・悪化したものである。

英国国立医療技術評価機構(NICE)は、アセトアミノフェン、アスピリン、NSAIDの、単独または併用の服用が、月に15日以上ある状態が3か月以上続く場合、薬物乱用性頭痛の可能性が疑われるとしている。

## 治療
最も重要なことは薬物乱用頭痛という疾患概念を患者に説明し、急性期頭痛治療薬が頭痛の状態を悪化させていることを認識させることである。その後の治療で重要なことは、起因薬物の中止、起因薬物投与中止後の反跳頭痛に対する治療、頭痛の予防薬投与の3点に集約できる。
起因薬物の中止
薬物乱用頭痛の疾患概念を説明して急性期頭痛治療薬の乱用が好ましくないことを本人に理解させる必要がある。理想的には起因薬物の即時中止であるが、急性期頭痛薬を使用しないと家事や仕事を続けるのが困難な場合があり段階的に中止することもある。
起因薬物中止後の反跳頭痛に対する治療
急性期頭痛治療薬乱用中止後には反跳頭痛（Rebound headache）が生じる。一般的には反跳頭痛は起因薬物中止後2日から10日間続く。トリプタン乱用による薬物乱用頭痛の反跳頭痛は比較的早く消退する。反跳頭痛は起因薬物以外を用いて症状緩和する。トリプタンの乱用の場合はNSAIDsで、それ以外の場合はトリプタンで症状緩和する。Truccuoらは薬物乱用頭痛の場合、入院させ、輸液、デキサメタゾン8mg、メトクロプラミド50mgにジアゼパムのような鎮静薬を用いて良好な成績を示している。プレドニゾロンを使用することもある。
予防薬
三環系抗うつ薬であるアミトリプチリン（トリプタノール）の有効性は示されている。アミトリプチリン、ロメリジン、プロプラノロール、チザニジン、トピラマート、ガバペンチンなどが使用される。アミトリプチリンは抗コリン作用による副作用が問題になることがある。不整脈や狭心症などの心疾患、喘息など呼吸器疾患、甲状腺機能亢進症のほか、高齢者では緑内障のと前立腺肥大症の有無を確認する必要がある。
アミトリプチリン（トリプタノール）10mg分1から開始し75mg分3まで増量可能
ロメリジン（テラナス、ミグシス）10-20mg分2
プロプラノロール（インデラル）30mg分3
チザニジン（テルネリン）3-6mg分3
トピラマート（トピナ）50-200mg分2
ガバペンチン（ガバペン）600-200mg 分3

## 予後
頭痛の起きる日が50%以上減少したことを成功と定義すれば治療の成功率は1～6か月の期間で70%である。しかし薬物乱用頭痛はしばしば再発するため決して長期予後は良好ではない。

## 歴史
反跳性頭痛はDr. Lee Kudrowによって初めて報告された。